# パパVS新しいパパ2
『パパVS新しいパパ2』（パパVSあたらしいパパ2、Daddy's Home 2）は2017年にアメリカ合衆国で公開されたコメディ映画である。監督はショーン・アンダース、主演はウィル・フェレルとマーク・ウォルバーグが務めた。本作は2015年に公開された『パパVS新しいパパ』の続編である。
本作は日本国内において劇場公開されずビデオスルーとなり、2018年4月11日にソフトが発売された。

## ストーリー
前作のラストで和解したブラッドとダスティは交替制でメーガンとディランの父親を務めていた。そんなある日、ダスティはカレンと再婚し、彼女の連れ子のアドリアナの継父にもなった。
ブラッドとサラ、ダスティとカレンの2組の夫婦はメーガンの学習発表会を見に行った、劇中、メーガンは唐突に「2つの家を往復する生活に疲れました」と言い放った。帰宅後、ブラッドとダスティは子供たちの負担を考えて、両家合同でクリスマスパーティーを開催することにした。その後、ダスティは頑固者の父親（カート）がクリスマスに自分を訪ねにやってくると知った。2人の父親がいるという状態をカートが理解しないであろうことは明白だった。
翌日、ダスティとブラッドはカートを迎えに空港に向かった。ダスティは自分たち家族の現状をカートに説明したが、カートは露骨に嫌悪感を示した。気まずい雰囲気の中、ブラッドの父親であるドンも空港に到着した。自分とは正反対の性格のドンを見たカートは苛立った。
家に到着した一行はメーガンとディランに温かく迎えられたが、2人のカートに対する振る舞いはどこかぎこちないものがあった。カートと2人が最後に会ったのは、2人が赤ん坊の頃だったためである。両家はカートが運転するキャンピングカーでパーティー会場に向かった。ダスティとブラッドはカートとドンがお互いを良く思っていないだろうと推測していたが、それでも友好的に振る舞ってくれるだろうと楽観視していた。
しかし、それは甘かった。カートは周囲に配慮することなく、父親が2人いるのはおかしいという持論を展開し続けたのである。父親の傍若無人な振る舞いに頭を抱えたダスティだったが、悩みの種はもう一つあった。それはアドリアナとの関係である。アドリアナは「本当の父親ではない」と言ってダスティに心を開こうとしなかった。ただ、アドリアナはメーガンとは打ち解けていた。2人は一緒になってディランをからかって遊んでいた。その頃、サラはカレンと友人になろうと努力していたが、カレンが万引きするのを目撃してドン引きしてしまった。
人間関係がもつれにもつれたため、両家のクリスマス休暇は修羅場同然になってしまった。

## キャスト
※括弧内は日本語吹替
- ブラッド・ウィテカー - ウィル・フェレル（岩崎ひろし）
- ダスティ・メイロン - マーク・ウォルバーグ（花輪英司）
- カート・メイロン - メル・ギブソン（菅生隆之）
- ドン・ウィテカー - ジョン・リスゴー（樋浦勉）
- サラ・ウィテカー - リンダ・カーデリーニ（よのひかり）
- ロジャー - ジョン・シナ（白熊寛嗣）
- メーガン・メイロン - スカーレット・エステヴェス（英語版）（佐藤美由希）
- ディラン・メイロン - オーウェン・ウィルダー・ヴァッカロ（英語版）（合田絵利）
- カレン・メイロン - アレッサンドラ・アンブロジオ
- アドリアナ - ディディ・コスティン
- ヘイズ校長 - アンドレア・アンダーズ（品田美穂）
- チェズレイ・サレンバーガー - 本人
- リーアム・ニーソン - 本人（北田理道）

日本語吹替その他：Lynn、森なな子、烏丸祐一、堀井千砂、奈良徹、御沓優子、櫻井トオル、水越健、土井真理、佐伯美由紀
日本語版制作スタッフ 演出：依田孝利、翻訳：西山美紀、録音・調整：オムニバス・ジャパン、制作進行：大矢隆太／三宅愛（東北新社）、日本語版制作：東北新社

## 製作
2016年4月、『パパVS新しいパパ』の続編の製作が正式に決定し、ショーン・アンダース、ウィル・フェレル、マーク・ウォルバーグの続投が発表された。2017年1月、メル・ギブソンとジョン・リスゴーが本作に出演するとの報道があった。2月、リンダ・カーデリーニ、オーウェン・ウィルダー・ヴァッカロ、スカーレット・エステヴェスの続投が決まった。3月、ジョン・シナが前作に引き続いて出演することになったと報じられた。
2017年3月20日、本作の主要撮影がマサチューセッツ州で始まった。

## 興行収入
本作は『オリエント急行殺人事件』と同じ週に封切られ、公開初週末に2000万ドル前後を稼ぎ出すと予想されていたが、実際の数字はそれを上回るものであった。2017年11月10日、本作は全米3575館で封切られ、公開初週末に2965万ドルを稼ぎ出し、週末興行収入ランキング初登場2位となった。これは前作の数字（3874万ドル）を下回るものであった。

## 評価
本作は批評家から酷評されている。映画批評集積サイトのRotten Tomatoesには111件のレビューがあり、批評家支持率は19%、平均点は10点満点で3.8点となっている。サイト側による批評家の見解の要約は「この型にはまったコメディ映画はクリスマスの楽しみを増やせそうにない。『パパVS新しいパパ2』は才能のあるキャストから笑いを少ししか引き出せなかった。」となっている。また、Metacriticには26件のレビューがあり、加重平均値は30/100となっている。なお、本作のCinemaScoreはA-となっている。
本作は第38回ゴールデンラズベリー賞で最低主演男優賞（ウォルバーグ）と最低助演男優賞（メル・ギブソン）にノミネートされ、後者が受賞を果たした。